# CPM Music Institute
Il CPM Music Institute è una scuola di musica popolare contemporanea fondata a Milano nel 1984 da Franco Mussida. Dal 16 maggio 2017 ha ottenuto dal Ministero dell'Istruzione, dell'Università e della Ricerca l'autorizzazione a conferire certificazione di Alta Formazione Artistica e Musicale (AFAM).

## Storia
Fondato nel 1984 da Franco Mussida col nome di Centro Professione Musica, si specializza sull'insegnamento delle moderne tecniche vocali e strumentali.
Nel 2005 la scuola riceve l'Ambrogino d'Oro del comune di Milano e nel 2006 il Sigillo Longobardo della Regione Lombardia. 
Si distingue anche a livello sociale per progetti come il Progetto CO2 nel Carcere di San Vittore, attivo dal 2013, e il Progetto Swimmer, attivo dal 2018 nel Carcere minorile Beccaria. 
Dal 2017 l'istituto è riconosciuto dal Ministero dell'Istruzione, dell'Università e della Ricerca per quanto riguarda l'emissione di Diploma Accademico di Primo livello in Popular Music, equivalente alla laurea triennale, mentre dal 2022 è riconosciuto dal Ministero dell'Università e della Ricerca per l'emissione del Diploma Accademico di Secondo livello in Composizione Pop Rock e Tecnico del Suono.
Dal 2018 fa parte dell'Associazione Europea dei Conservatori, un’associazione volontaria che rappresenta gli Istituti Superiori di Educazione Musicale.
Dall'anno accademico 2020/2021 vi è attivo il progetto Erasmus+.

## Alunni e docenti
Hanno frequentato la scuola artisti come Gianluca Grignani, Gianna Nannini, Paola Maugeri, Jenny B, Luisa Corna, Paolo Jannacci, Chiara, Renzo Rubino, Miele, Mahmood, Tananai e Chiamamifaro.
Tra i poco più dei cento docenti della scuola vi sono Paolo Jannacci, Gabriele Comeglio e Beppe Bornaghi.
Tra i musicisti stranieri che hanno tenuto seminari e lezioni: Stef Burns, Andy McKee, Billy Sheehan, Henrik Linder (Dirty Loops), Colin Edwin (Porcupine Tree), Andrè Ceccarelli, Keith "Wildchild" Middleton e Hadrien Feraud.

## Didattica
L'istituto è diviso in sei percorsi: AFAM (equiparato a laurea triennale o magistrale), BAC (preaccademico), Diploma, Certificato, Junior (per bambini tra i 5 e i 13 anni) e Individuale.
Parte del percorso di studio sono due Open Week, in cui le normali attività didattiche vengono sospese e sostituite da concerti e seminari e il laboratorio Creamusica, in cui gli alunni possono presentare un proprio brano inedito che, se selezionato da una commissione, verrà pubblicato dall'Istituto.